# Aslockton
 (juillet 2023).
Aslockton est une paroisse civile et un village du Nottinghamshire, en Angleterre.